# Transitive Hülle (Relation)
Die transitive Hülle bzw. der transitive Abschluss einer (zweistelligen) Relation ist die kleinste Erweiterung dieser Relation, die transitiv ist. Sie kann mit dem Floyd-Warshall-Algorithmus berechnet werden.
Die reflexiv-transitive Hülle bzw. den reflexiv-transitiven Abschluss der Relation erhält man, indem man zur transitiven Hülle die für Reflexivität noch fehlenden Paare auf der Diagonalen hinzufügt.

## Anschauliches Beispiel

Illustration des Beispiels: durchgezogene Pfeile zeigen direkte Beziehungen an, gestrichelte Pfeile die in der transitiven Hülle dazu kommenden Beziehungen

Gegeben sei eine Relation „Direkter-Vorgesetzter“ mit folgenden Beziehungen:
- C ist direkter Vorgesetzter von D und E
- B ist direkter Vorgesetzter von C
- A ist direkter Vorgesetzter von B

Die transitive Hülle dieser Relation enthält nun zusätzlich auch die indirekten Vorgesetzten:
- A ist Vorgesetzter von B, C, D, E
- B ist Vorgesetzter von C, D, E
- C ist Vorgesetzter von D und E

## Mathematische Definition
Die transitive Hülle {\displaystyle \operatorname {t} (R)\equiv R^{+}} einer zweistelligen Relation {\displaystyle R} auf einer Menge {\displaystyle M} ist gegeben durch:
{\displaystyle x\ \operatorname {t} (R)\ y:\Leftrightarrow x\ R^{+}\ y:\Leftrightarrow \exists n\geq 0\ \exists x_{1},\dots ,x_{n}\in M:x\,R\,x_{1}\,R\,x_{2}\,R\dots \,R\,x_{n}\,R\,y}
Die reflexive Hülle {\displaystyle \operatorname {r} (R)\equiv R^{?}} ist einfach die Vereinigung mit der Diagonalen (Identität), wodurch die Reflexivität erreicht wird:
{\displaystyle x\ \operatorname {r} (R)\ y:\Leftrightarrow x\ R^{?}\ y:\Leftrightarrow x=y\lor x\ R\ y},    d. h. {\displaystyle R^{?}=\mathrm {I} _{M}\cup R} (siehe Identitätsrelation).
Die reflexiv-transitive Hülle {\displaystyle R^{*}} ergibt sich dann durch
{\displaystyle x\ R^{*}\ y:\Leftrightarrow x=y\lor x\ R^{+}\ y}
Ergänzung: Eine weitere Hüllenbildung dieser Art ist die symmetrische Hülle:
{\displaystyle x\ \operatorname {s} (R)\ y:\Leftrightarrow x\ R^{\leftrightarrow }\ y:\Leftrightarrow x\ R\ y\ \lor \ y\ R\ x}, äquivalent zur Definition {\displaystyle \operatorname {s} (R)\equiv R^{\leftrightarrow }:=R\cup R^{-}} (siehe inverse Relation).
Zur Äquivalenzhülle siehe: Äquivalenzrelation §Äquivalenzhülle.

## Beispiele
- Ist {\displaystyle R} gegeben durch die zwei Paare {\displaystyle (a,b)} und {\displaystyle (b,c)}, dann enthält {\displaystyle R^{+}} zusätzlich das Paar {\displaystyle (a,c)}. Für {\displaystyle R^{*}} kommen die weiteren Paare {\displaystyle (a,a)}, {\displaystyle (b,b)} und {\displaystyle (c,c)} dazu.
- Ist {\displaystyle R} die Nachfolgerrelation auf der Menge der natürlichen Zahlen (also {\displaystyle a\,R\,b:\Longleftrightarrow a=b+1}), dann ergibt sich als transitive Hülle von {\displaystyle R} die Größer-Relation {\displaystyle >\ }. Die reflexiv-transitive Hülle ist die Größer-Gleich-Relation {\displaystyle \geq }.
- Die Relation {\displaystyle R} auf der Menge der 26 Buchstaben des lateinischen Alphabets sei gegeben durch {\displaystyle \alpha \,R\,\beta :\Longleftrightarrow } {\displaystyle \alpha \ } und {\displaystyle \beta \ } sind (in der gewöhnlichen Anordnung des Alphabets) direkt benachbart. Als transitive Hülle von {\displaystyle R} ergibt sich die Allrelation, also die Relation, die alle Paare über der Grundmenge enthält (denn durch mehrfachen Übergang zu einem Nachbarn kann man von einem Buchstaben jeden beliebigen anderen Buchstaben erreichen). Da {\displaystyle R^{+}} bereits reflexiv ist, gilt hier {\displaystyle R^{*}=R^{+}}.

## Eigenschaften
- {\displaystyle R^{+}} ist die kleinste transitive Relation, die {\displaystyle R} enthält.
- {\displaystyle R^{*}} ist die kleinste reflexive und transitive Relation, die {\displaystyle R} enthält.
- Der Übergang zur transitiven Hülle ist ein Hüllenoperator im abstrakten Sinne. Das Gleiche gilt für die reflexiv-transitive Hülle.
- Die transitive Hülle einer Relation {\displaystyle R} auf einer Menge {\displaystyle M} ist die Schnittmenge aller transitiven Obermengen von {\displaystyle R}, also
{\displaystyle R^{+}=\bigcap \{S\subseteq M\times M|S\ \mathrm {ist\ transitiv} ,R\subseteq S\}}.

Die Menge, über die hier der Durchschnitt gebildet wird, ist nicht leer, da sie stets die Allrelation {\displaystyle M\times M} enthält.
- Die analoge Aussage gilt für die reflexiv-transitive Hülle.
- Mit Hilfe der Potenzen bezüglich der Verkettung {\displaystyle \circ } von Relationen lassen sich die beiden Hüllen einer Relation {\displaystyle R} auch als (unendliche) Vereinigung schreiben:
{\displaystyle R^{+}=R^{1}\cup R^{2}\cup R^{3}\cup \dots }
{\displaystyle R^{*}=R^{0}\cup R^{1}\cup R^{2}\cup \dots }
- Im Zusammenhang mit einer Relation {\displaystyle R} auf einer Menge {\displaystyle M} versteht man unter einem Weg eine endliche Sequenz {\displaystyle c=(c_{0},c_{1},\dotsc ,c_{n})} von Elementen aus {\displaystyle M} mit  {\displaystyle c_{i}\ R\ c_{i+1}} für alle {\displaystyle i} mit {\displaystyle 0\leq i<n}. Die um 1 verminderte Länge der Sequenz {\displaystyle n\in \mathbb {N} _{0}} ist die Länge des Wegs. Der Weg führt vom Anfangspunkt {\displaystyle c_{0}} zum Endpunkt {\displaystyle c_{n}}.
Die durch {\displaystyle R} erzeugte reflexiv-transitive Hülle {\displaystyle R^{*}} kann als Relation dadurch beschrieben werden, dass {\displaystyle a\ R^{*}\ b} genau dann gilt, wenn es einen Weg von {\displaystyle a} nach {\displaystyle b} gibt.
Analog gilt für die transitive Hülle {\displaystyle R^{+}}, dass {\displaystyle a\ R^{+}\ b} genau dann gilt, wenn es einen Weg von {\displaystyle a} nach {\displaystyle b} mit einer Länge größer 0 gibt.[5]
- Es gibt endlich viele Elemente {\displaystyle c_{0},c_{1},\dotsc ,c_{n}} mit {\displaystyle c_{0}=a}, {\displaystyle c_{n}=b} und für {\displaystyle 0\leq i<n} jeweils {\displaystyle c_{i}\ R\ c_{i+1}} oder {\displaystyle c_{i+1}\ R\ c_{i}}.
- Für reflexive Relationen {\displaystyle R} gilt {\displaystyle R^{*}=R^{+}}. Allerdings kann es auch für irreflexive Relationen vorkommen, dass der transitive Abschluss bereits reflexiv ist.
- Für beliebige Relationen {\displaystyle R} ist {\displaystyle R^{*}} eine Quasiordnung.
- Idempotenz der Hülloperatoren: {\displaystyle R^{+\!+}=R^{+},R^{*\!*}=R^{*},R^{?\!?}=R^{?},R^{\leftrightarrow \leftrightarrow }=R^{\leftrightarrow }}.

## Anwendungen
In der Theoretischen Informatik werden Ableitungen in einer formalen Grammatik als Folgen von Ableitungsschritten {\displaystyle v\Rightarrow w} definiert. Die Ableitbarkeit ist also der reflexiv-transitive Abschluss {\displaystyle \Rightarrow ^{*}} der Transitionsrelation {\displaystyle \Rightarrow }.

## Transitive Reduktion
Das Gegenstück zur transitiven Hülle ist die transitive Reduktion.
Eine transitive Reduktion einer Relation {\displaystyle R} ist eine minimale Relation {\displaystyle R^{\prime }}, so dass {\displaystyle R^{+}=(R^{\prime })^{+}}, also eine minimale Relation mit derselben transitiven Hülle.
Es gibt sowohl Relationen, für die keine transitive Reduktion existiert, als auch solche, für die mehrere unterschiedliche transitive Reduktionen existieren.
Für gerichtete endliche azyklische Graphen jedoch existiert die transitive Reduktion und ist eindeutig: {\displaystyle R^{\prime }=R^{+}\setminus (R^{+})^{2}}. Das folgende Bild zeigt für diesen Fall Graphen, die einer nichttransitiven binären Relation (links) und ihrer transitiven Reduktion (rechts) entsprechen:
|  |  |

Verwandte Begriffe:
- Reflexive Reduktion: Die reflexive Reduktion einer Relation {\displaystyle R} auf einer Menge {\displaystyle M} ist die minimale Relation {\displaystyle R^{\neq }}, mit derselben reflexiven Hülle. Das bedeutet, dass {\displaystyle a\;R^{\neq }\;b} äquivalent ist zu {\displaystyle aRb\land a\neq b} oder {\displaystyle R^{\neq }=R\setminus \mathrm {I} _{M}}.[8][9]
- Es gibt kein vergleichbares Konzept einer symmetrischen Reduktion von Relationen, etwa die (symmetrische) Relation {\displaystyle R\cap R^{-}}. [10]